# 1735 ITA
ITA (asteroide 1735) é um asteroide da cintura principal com um diâmetro de 62,34 quilómetros, a 2,7373947 UA. Possui uma excentricidade de 0,1283266 e um período orbital de 2 032,67 dias (5,57 anos).
ITA tem uma velocidade orbital média de 16,80741462 km/s e uma inclinação de 15,58916º.
Esse asteroide foi descoberto em 10 de Setembro de 1948 por Pelageja Shajn.